# Basiothia brevipennis
Basiothia brevipennis är en fjärilsart som beskrevs av Rothschild 1894. Basiothia brevipennis ingår i släktet Basiothia och familjen svärmare. Inga underarter finns listade i Catalogue of Life.